# 唐津市立名護屋小学校
唐津市立名護屋小学校（からつしりつ なごやしょうがっこう）は、佐賀県唐津市鎮西町名護屋にある公立の小学校。

## 概要
歴史
小学校は1875年（明治8年）に「名古屋小学校」として創立。「名護屋」という表記になったのは1922年（大正11年）。2015年（平成27年）には創立140周年を迎えた。
校区
住所表記で「唐津市鎮西町」の後に「名護屋、串、波戸、野元」が続く地域。中学校区は唐津市立海青中学校。
校章
五七の桐を図案化したものを背景にして、中央に校名の「名」の文字を置いている。
校歌
作詞は川上清吉、作曲は真島豹吉による。歌詞は2番まであり、1番の歌詞中に校名の「名護屋」が登場する。

## 沿革
- 1875年（明治8年）5月 - 第五大学区佐賀県管下第六中学区松浦郡の小学校として「下等名古屋小学校」が創立。
  - 名古屋地区の松尾直太郎によって寄付された住宅を校舎とする。
- 1876年（明治9年）
  - 4月 - 佐賀の乱に対する明治政府の懲罰により、佐賀県が廃止され、旧佐賀県域は三潴県となる。
  - 8月 - 旧佐賀県域が長崎県となる。
- 1880年（明治13年）
  - 5月 - 松浦郡が東西南北の4郡に分割され、東松浦郡に属することとなる。
  - 9月 - 加唐小学校を統合の上、加唐分教場とする。
- 1881年（明治14年）- 「公立初等名古屋小学校」に改称。
- 1882年（明治15年）- 串分教場を設置。
- 1883年（明治16年）
  - この年 - 「公立中等名古屋小学校」に改称。
  - 5月 - 長崎県から佐賀県が分離・独立し、再び佐賀県に属することとなる。
  - 6月 - 馬渡島が名古屋村に統合されたことにより、馬渡小学校を統合の上、馬渡分教場とする。
- 1885年（明治18年）10月 - 石室小学校を統合の上、石室分教場とする。
- 1886年（明治19年）- 串分教場を廃止。
- 1887年（明治20年）
  - この年 - 小学校令の施行により、「尋常名古屋小学校」に改称。
  - 9月 - 校舎を移転。
- 1888年（明治21年）3月 - 補習科を廃止し、在校生は呼子高等小学校に転出。
- 1889年（明治22年）
  - 4月1日 - 町村制の施行により、名古屋村立の小学校となる。
  - 10月 - 馬渡分教場が分離の上、尋常馬渡小学校として独立。
- 1890年（明治23年）- 加唐分教場が分離の上、簡易加唐小学校として独立。
- 1892年（明治25年）
  - 4月 - 石室分教場が尋常呼子小学校打上分校と統合の上、打上尋常小学校として独立。
  - 7月 - 「名古屋尋常小学校」に改称（「尋常」の位置が変更となる）。
- 1894年（明治27年）4月 - 校舎を新築し移転を完了。
- 1899年（明治32年）4月 - 校舎がせまくなり、民家を借用して分教室を設置。
- 1900年（明治33年）4月 - 児童数の増加により、寺院と民家を借用し分教室を3ヶ所設置。3・4年生の科目に裁縫科（女児のみ）を加える。
- 1902年（明治35年）4月 - 校舎を増築の上、高等科を併置し、「名古屋尋常高等小学校」に改称（尋常科4年・高等科4年）。波戸分教場を設置。
- 1904年（明治37年）4月 - 高等科3・4年の科目に農業科を加える。
- 1908年（明治41年）4月1日 - 小学校令の改正により、義務教育年限（尋常科の修業年限）が4年から6年に延長される。
  - このため、旧高等科1年が尋常科5年に、旧高等科2年が尋常科6年に、旧高等科3年が高等科1年に、旧高等科4年が高等科2年にふりかえられる（尋常科6年・高等科2年）。
  - 義務教育年限の延長により、収容児童数が増加し、既存の校舎では収容困難となる。このため村役場の一室を仮教室とする。
- 1909年（明治42年）
  - 4月 - 尋常科3年以上の科目に手工科を加える。
  - 6月 - 畑中の民家を借用し村役場から仮教室を移転。
- 1916年（大正5年）5月 - 名古屋実業補習学校が併設される。馬渡島・加唐島に実業補習学校の分教場が設置される。（のちに公民学校に改称）
- 1922年（大正11年）1月1日 - 村名の表記が名古屋村から「名護屋村」に改定される。これにより「名護屋尋常高等小学校」に改称。
- 1923年（大正12年）4月 - 教室の不足により、村役場の階下を仮教室とする。
- 1924年（大正13年）2月 - 校舎1棟（6教室）が完成。
- 1933年（昭和8年）4月 - 児童数の増加により、東西区青年会館、天満宮絵馬堂を借用し仮教室とする。
- 1935年（昭和10年）
  - 9月11日 - 校舎1棟（6教室）が完成。
  - 9月30日 - 波戸分教場を廃止。
  - この年 - 青年学校令の施行により、併設の公民学校が「名護屋村立名護屋青年学校」に改称。
- 1939年（昭和14年）5月31日 - 高等科を1学級増設。高等科1・2年生の女子を複式学級とする。
- 1941年（昭和16年）4月1日 - 国民学校令の施行により、「名護屋村名護屋国民学校」に改称。尋常科を初等科に改める（初等科6年・高等科2年）。
- 1947年（昭和22年）
  - 4月1日 - 学制改革（六・三制の実施）が行われる。
    - 名護屋国民学校の初等科は「名護屋村立名護屋小学校」となる。
    - 名護屋国民学校の高等科は青年学校の普通科と統合され、新制中学校「名護屋村立名護屋中学校[2]」が発足。当初小学校に併設される。

  - 7月 - 校舎の大改修に着手。
- 1950年（昭和25年）
  - 1月 - PTAが発足。
  - 3月 - 中学校の校舎が完成したため、小学校との併設を解消。
- 1932年（昭和27年）- 改築のため、老朽校舎を解体。
- 1933年（昭和28年）
  - 8月 - 新運動場が完成。
  - 11月 - 新校舎が完成。
- 1934年（昭和29年）10月 - 土俵を新設。
- 1935年（昭和30年）6月 - 水道の給水を開始。
- 1956年（昭和31年）9月30日 - 名護屋村が打上村と合併し鎮西町が発足したことにより「鎮西町立名護屋小学校」に改称。
- 2005年（平成17年）1月1日 - 鎮西町が唐津市に編入されたことにより「唐津市立名護屋小学校」（現校名）に改称。

## 交通アクセス
最寄りのバス停
- 昭和バス 「名護屋城址」バス停

最寄りの幹線道路
- 佐賀県道301号波戸岬線
- 佐賀県道310号名護屋港線
- 国道204号

## その他
平成29年5月、プール開きのためプールの掃除をしたところ、多数のカスミサンショウウオ（絶滅危惧種）の生息が確認された。

## 周辺
- 徳川家康陣跡
- 唐津警察署名護屋警察官駐在所
- 名護屋郵便局
- なごや保育園
- 名護屋城跡・佐賀県立名護屋城博物館
- 佐賀県波戸岬少年自然の家
- 唐津市役所鎮西市民センター（旧・鎮西町役場）

## 参考資料
- 「鎮西町史」（1962年（昭和37年）4月20日発行, 鎮西町）